# Konstytucja Stanów Zjednoczonych
Konstytucja Stanów Zjednoczonych Ameryki (ang. Constitution of the United States of America) – najwyższy akt prawny obowiązujący w Stanach Zjednoczonych, podstawa systemu prawnego i ustroju politycznego.
Konstytucja Stanów Zjednoczonych Ameryki jest często uznawana za pierwszą post-oświeceniową ustawę zasadniczą świata. Wcześniejsza jest jednak od niej Konstytucja Korsyki, która jest jednak bardzo krótka i częściowa. Konstytucja Stanów Zjednoczonych była wzorem dla wielu innych konstytucji powstających na całym świecie. Jej siłą jest prostota i elastyczność. Obecnie, z 27 poprawkami, służy ponad 300 milionom Amerykanów w 50 stanach, które są w wielu kwestiach różne.
Konstytucja jest sztywna, choć wrażenie to może zachwiać fakt, iż należy do konstytucji otwartych. Wskutek tego jest bardzo ogólnikowa (normuje tylko zasady ustroju państwa, konkretną treść otrzymują one albo w drodze wykładni sądowej, albo w praktyce ich stosowania przez organy państwowe), a prawa w niej zawarte można interpretować na wiele sposobów (interpretacji dokonują władze federalne). Jej sztywność polega zaś na ogromnie trudnej procedurze jej zmienienia. Odbyć się to bowiem może jedynie na wniosek 2/3 głosów obu izb Kongresu Stanów Zjednoczonych lub specjalnej Konwencji dla zaproponowania poprawek (która to Konwencja zostaje zwołana przez zobowiązany do tego Kongres w przypadku wniosku co najmniej 2/3 wszystkich stanów). Potem 3/4 stanów musi te zmiany zaakceptować (w jednakowo określony dla wszystkich stanów sposób: poprzez stanowe ciała ustawodawcze lub specjalne stanowe konwencje ratyfikacyjne). Najczęściej poprawka konstytucyjna musi być zatwierdzona w określonym czasie (i zazwyczaj są to dwa lata).

## Historia

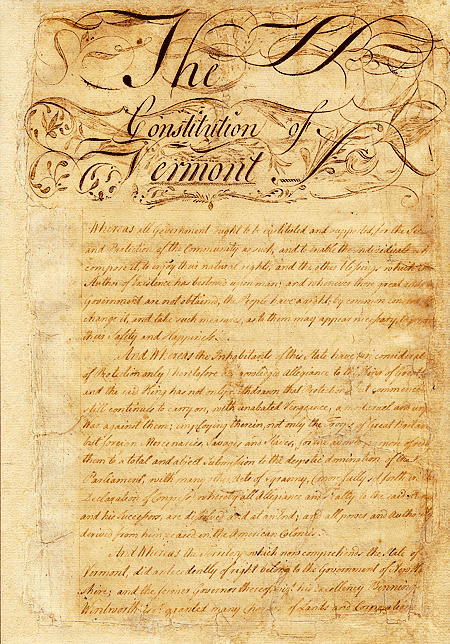
Konstytucja stanu Vermont z 1777 r.

W niektórych stanach (a zasadniczo niezależnych państwach) istniały już inne dokumenty regulujące podstawowe prawa i wolności obywatelskie. Wynikało to m.in. ze słynnego wówczas dążenia do nadawania praw obywatelskich, brak ich był często powodem ucieczki do kolonii. Wzorowano się także na tendencjach francuskich czy polskich. Dobrym przykładem takiego dokumentu jest konstytucja stanu Vermont z 1777, której rozwiązania, jak zasada wolności (a tym samym równości w przeciwieństwie do wielu ówczesnych monarchii) obywatela, prawa do noszenia broni, zniesienia niewolnictwa, bezpłatnego szkolnictwa zostały wcześniej czy później odzwierciedlone w Konstytucji lub jej poprawkach. Paradoksalnie stan ten miał zawsze największe dążenie secesyjne i tendencje odłączenia się od zjednoczonych, choć jest przykładem tego (jak stworzenie i zasady Konstytucji były bardziej przyciągające od poprzednich aktów łączenia się części kolonii), który jako pierwszy przyłączył się do trzynastu (w tym samym roku, w którym ukończono prace nad jej zasadniczymi częściami, łącznie z Bill of Rights). Trzynaście kolonii rozpoczynając prace nad Konstytucją Stanów Zjednoczonych były już w pewnym sensie zjednoczone aktami, które były odpowiednikami nie tylko sojuszu wojskowego, ale wręcz unii podobnej polityki i sojuszu handlowego wobec państw zewnętrznych.
Konstytucja została podpisana przez 39 z 42 obecnych (łącznie w pracach nad konstytucją brało udział 55 delegatów, ale 13 z nich opuściło obrady przed ich zakończeniem, demonstrując tym samym swój sprzeciw wobec kierunku prac konwencji i przyjmowanych rozwiązań) wówczas na konwencji filadelfijskiej przedstawicieli 17 września 1787 i później ratyfikowana przez specjalne konwencje w każdym z 13 stanów. Wchodząc w życie 4 marca 1789, Konstytucja zastąpiła artykuły konfederacji i wieczystej unii, które obowiązywały w latach 1781–1788. Istnieje także teza, że datą wejścia w życie jest 26 lipca 1788 roku, kiedy to ustawa zasadnicza została ratyfikowana przez stan Nowy Jork, bez którego nie wyobrażano sobie przyszłego państwa.
Pierwotny projekt Konstytucji przygotował James Madison z Wirginii. Początkowo miała służyć jako podpora w rządzeniu 4 milionami ludzi w 13 stanach, doprowadzić do centralizacji władzy, zostawiając jednak przy tym prawa poszczególnych stanów i dając im swobodę w ich sprawach wewnętrznych. Zawarty kompromis stanowił, że wszystkie stany będą reprezentowane przez jednakową liczbę ich przedstawicieli w Senacie, natomiast w Izbie Reprezentantów ich liczba będzie zależeć od liczby mieszkańców danego stanu (wliczając 3/5 niewolników, co art. 1.2 Konstytucji określał eufemistycznie trzy piąte ogółu pozostałych osób).
Od początku Konstytucja była przedmiotem sporu między federalistami i antyfederalistami. Federaliści chcieli, aby pozostała ona w takiej formie, jaką jej nadali. Antyfederaliści sprzeciwiali się temu, twierdząc, że Konstytucja nie chroni podstawowych praw jednostki i daje zbyt dużo możliwości jej nadinterpretacji władzom federalnym. Postanowili więc wprowadzić do Konstytucji tzw. Kartę Praw, którą stanowi 10 pierwszych poprawek, uchwalonych w 1791 r., w których przyjęta została Konstytucja.

### Karta Praw Stanów Zjednoczonych
W latach 20. XX wieku dzięki rozwojowi doktryny materialnej interpretacji zasady due process of law (znajdującej się w 14. poprawce, która w przeciwieństwie do Karty Praw odnosi się do stanów) rozpoczął się w Stanach proces inkorporacji federalnej Karty Praw na grunt stanowy. Dzisiaj Federalna Karta Praw chroni w większości nie tylko przed nadużyciami ze strony władz federalnych, ale również przed rządami stanowymi, choć trzeba zauważyć, że do dziś nie dotyczy to drugiej (prawo do noszenia broni), trzeciej (zakaz kwaterowania żołnierzy bez zgody właściciela domu) i siódmej (prawo do sądu przysięgłych w procesach cywilnych) poprawki do Konstytucji, a także piątej poprawki w tej części, w której gwarantuje ona, że oskarżenie w procesach karnych musi być zatwierdzone przez Wielką Ławę Przysięgłych (Grand Jury – nie należy jej mylić z ławą orzekającą w procesach karnych).

## Preambuła
Cały tekst preambuły brzmi:

My, Naród Stanów Zjednoczonych, w celu tworzenia doskonalszej unii, ugruntowania sprawiedliwości, zapewnienia spokoju wewnętrznego, umożliwienia wspólnej obrony, popierania ogólnego dobra i zagwarantowania dobrodziejstw wolności dla nas samych i dla naszych potomków, uchwalamy i ustanawiamy niniejszą Konstytucję Stanów Zjednoczonych Ameryki.

w oryginale:

We, the People of the United States, in order to form a more perfect Union, establish justice, ensure domestic tranquility, provide for the common defense, promote the general Welfare, and secure the blessings of Liberty for us and our Posterity, do ordain and establish this Constitution for the United States of America.

Sama Preambuła nie gwarantuje żadnej władzy, ani nie zakazuje jakiejkolwiek działalności. Wyjaśnia jedynie rację bytu Konstytucji. Preambuła, a szczególnie pierwszy jej fragment (My, Naród) jest jednym z najczęściej cytowanych fragmentów konstytucji. Fragment ten jest tak popularny i znany, że cytowany przez Lecha Wałęsę w Kongresie USA wywołał owację.
Preambuła wymienia pięć celów, którym ma służyć Konstytucja:
- utworzenie dobrej współpracy pomiędzy stanami,
- zapewnienie pokoju i sprawiedliwości,
- obrona przeciw agresji,
- popieranie ogólnego dobra narodu,
- zapewnienie wolności jednostki.

## Artykuły
Pozostała część konstytucji składa się z siedmiu artykułów tworzących trzy rodzaje władzy, ustanawiające prawa stanów, władzy federalnej regulujących poprawki i zatwierdzanie Konstytucji.

### Władza ustawodawcza
Artykuł pierwszy konstytucji wprowadza ustawodawcze ramię rządu – Kongres Stanów Zjednoczonych, w skład którego wchodzą Izba Reprezentantów i Senat. Artykuł ustanawia sposób wyborów członków każdej z izb.

### Władza wykonawcza
Artykuł drugi opisuje prezydenturę – sposób wyboru, przysięgę, przywileje i obowiązki prezydenta. Wprowadza także urząd wiceprezydenta, który obejmuje urząd po śmierci, rezygnacji lub ubezwłasnowolnieniu prezydenta. Ustanawia wiceprezydenta przewodniczącym senatu (choć w praktyce funkcję tę pełni wybierany przez Senat przewodniczący Pro Tempore). Artykuł podaje także procedurę impeachmentu i usuwania ze stanowisk urzędników państwowych (prezydenta, wiceprezydenta, sekretarza stanu, sędziów i innych).

### Władza sądownicza
Artykuł trzeci opisuje wymiar sprawiedliwości, w tym Sąd Najwyższy. Poza Sądem Najwyższym Kongres może ustanawiać sądy niższego szczebla, których sędziowie i wyroki podlegają Sądowi Najwyższemu. Artykuł statuuje ławę przysięgłych, wprowadza pojęcie zdrady i daje Kongresowi prawo (z ograniczeniami) do ustanowienia za nią kary.

### Władza i ograniczenia stanów
Artykuł czwarty opisuje powiązania pomiędzy rządem federalnym a stanami i pomiędzy samymi stanami. Na przykład nakazuje pełną współpracę w zakresie sądów, choć pozwala Kongresowi na regulację tej współpracy. Zabrania dyskryminacji obywateli z innych stanów, ustanawia sposób ekstradycji pomiędzy stanami i daje swobodę przemieszczania się i podróży pomiędzy stanami.

### Poprawki
Artykuł piąty definiuje sposób wprowadzania poprawek do konstytucji. Ustanawia dwie metody proponowania poprawek – przez Kongres lub przez Konwencję Narodową. W pierwszej Kongres może zaproponować poprawkę po przegłosowaniu tej opcji przez dwie trzecie głosów w każdej z Izb (w Senacie i Izbie Reprezentantów). W drugim przypadku Kongres musi zwołać Konwencję, jeśli przynajmniej dwie trzecie wszystkich stanów jej zażądają. Dotychczas tylko pierwsza metoda została użyta.
Propozycja poprawki musi być ratyfikowana przez trzy czwarte stanów, aby weszła w życie. Kongres może wymagać ratyfikacji poprawki przez zatwierdzenie jej w ciałach ustawodawczych trzech czwartych stanów lub poprzez zatwierdzenie jej przez konwencje również w trzech czwartych stanów. Dotychczas tylko 21. poprawka była ratyfikowana poprzez konwencje.

### Władza federalna
Artykuł szósty ustanawia konstytucję nadrzędnym prawem we wszystkich stanach. Wymaga, aby wszelkie ciała ustawodawcze, funkcjonariusze władz sądowych i wykonawczych ślubowali służbę konstytucji bądź złożyli równoważne oświadczenie. Zakazane jest indagowanie kandydatów na funkcjonariuszy o ich religię.
Artykuł siódmy stanowi, że do ratyfikacji konstytucji potrzebna jest ratyfikacja w 9 z 13 stanów. Wprowadzało to niebezpieczeństwo, że jeśli nie wszystkie 13 stanów ratyfikuje konstytucję, to stany zostaną podzielone na odrębne (i nieciągłe) państwa. Ostatecznie jednak wszystkie trzynaście stanów dokonało ratyfikacji.

#### Przebieg głosowania
| Data              | Stan                | Za  | Przeciw | % Za |
| ----------------- | ------------------- | --- | ------- | ---- |
| 7 grudnia 1787    | Delaware            | 30  | 0       | 100% |
| 12 grudnia 1787   | Pensylwania         | 46  | 23      | 67%  |
| 18 grudnia 1787   | New Jersey          | 38  | 0       | 100% |
| 2 stycznia 1788   | Georgia             | 26  | 0       | 100% |
| 9 stycznia 1788   | Connecticut         | 128 | 40      | 76%  |
| 6 lutego 1788     | Massachusetts       | 187 | 168     | 53%  |
| 28 kwietnia 1788  | Maryland            | 63  | 11      | 85%  |
| 23 maja 1788      | Karolina Południowa | 149 | 73      | 67%  |
| 21 czerwca 1788   | New Hampshire       | 57  | 47      | 55%  |
| 25 czerwca 1788   | Wirginia            | 89  | 79      | 53%  |
| 26 lipca 1788     | Nowy Jork           | 38  | 27      | 53%  |
| 21 listopada 1789 | Karolina Północna   | 194 | 77      | 72%  |
| 29 maja 1790      | Rhode Island        | 34  | 32      | 52%  |

## Poprawki
Od jej powstania do tej pory do Konstytucji Stanów Zjednoczonych wprowadzono 27 poprawek. Pierwszych dziesięć poprawek zostało wspólnie zaproponowane już w 1789 roku jako Karta Praw Stanów Zjednoczonych i weszło w życie dwa lata później.
Z późniejszych poprawek, 11. poprawka dotyczyła prawa występowania z powództwem wobec indywidualnych stanów, zaś 12. poprawka zmieniła sposób wyboru władzy wykonawczej.
Ostatnia, 27. poprawka weszła w życie 7 maja 1992 roku. Została ona zaproponowana wspólnie z Kartą Praw w 1789 roku, a zatem jej ratyfikacja trwała ponad 200 lat.